# Alexander (videogioco)
Alexander è un videogioco strategico in tempo reale sviluppato dalla GSC Game World (la stessa di Cossacks: European Wars e Cossacks II: Napoleonic Wars) e pubblicato dalla Ubisoft il 23 novembre 2004 per Microsoft Windows. Il videogioco è basato sul film del 2004 Alexander di Oliver Stone, e il suo gameplay è effettivamente simile a quello di Cossacks, con alcuni elementi tipici della serie Age of Empires ed Age of Mythology.

## Menù principale
Il menù principale permette al giocatore di giocare una delle 3 seguenti modalità: Campagna, Missione e Schermaglia. Nella Campagna, il giocatore potrà inizialmente giocare con la campagna macedone di Alessandro Magno, completata la quale sbloccherà anche le campagne della Persia, dell'Egitto e dell'India, le altre 3 fazioni giocabili. Le 5 missioni disponibili servono per mettere alla prova le tecniche di strategia del giocatore. La Schermaglia permette di costruire una partita casuale su un continente o sulle isole, con risorse predefinite da villaggio, città o impero, e fino a 7 giocatori in campo compreso il giocatore, con una difficoltà assegnatale.

## Doppiaggio
| Personaggio | Doppiatore italiano   |
| ----------- | --------------------- |
| Alessandro  | Lello Lombardi        |
| Nectanebo   | Massimo Antonio Rossi |
| Parmenione  | Riccardo Rovatti      |
| Dario       | Gabriele Duma         |
| Poro        | Dario Turrini         |
| Filippo     | Umberto Bortolani     |
| Besso       | Massimo Malucelli     |

## Accoglienza
| Testata                           | Giudizio  |
| --------------------------------- | --------- |
| GameRankings (media al 30-1-2020) | 55.82%    |
| Metacritic (media al 30-1-2020)   | 56/100    |
| Eurogamer                         | 4/10      |
| Gamespot                          | 5.2/10    |
| GameSpy                           | 1,5/5     |
| IGN                               | 7/10      |
| PC Format                         | 70%       |
| PC Gamer                          | 61% (GBR) |
| PC Gamer                          | 77% (USA) |
| PC Zone                           | 41%       |
| Z-Play                            | 2/5       |

Il gioco ha avuto un'accoglienza contrastante da parte della critica, con punteggi di 55.82% da GameRankings e 56 su 100 da Metacritic.